# Корреляция цифровых изображений
Корреляция цифровых изображений (англ. digital image correlation and tracking, (DIC/DDIT)) — оптический метод, используемый в техниках отслеживания и идентификации изображения для точных плоских и объёмных измерений изменений на изображении. Этот метод часто используется не только для измерения деформаций, полей перемещений и оптических потоков, но и широко используется во многих областях науки и инженерного ремесла. Одно из наиболее широкоизвестных применений данного метода — идентификация перемещений оптической мышки.

## Обзор
Техника корреляции цифровых изображений (DIC) приобрела популярность, в частности, благодаря применимости к использованию в испытаниях на нано- и микро-уровнях и относительной простоты реализации и использования. Достижения в компьютерных технологиях и цифровых камерах дали возможность для развития этого метода, и, покуда преобладала оптика в белом свете, DIC распространился почти во все технологии, связанные с изображениями.
Основная идея метода в измерении сдвигов между наборами данных была известна уже достаточно давно, а к цифровым изображениям была применена как минимум уже в 1975. В наши дни количество применений бесчисленно и включает в себя анализ изображений, сжатие изображений, измерение скорости объектов и измерение деформационных картин. Наиболее ранние работы DIC в области механики приводятся в исследованиях университета Южной Каролины в начале 1980 и были оптимизированы и усовершенствованы в недавние года. Обычно, DIC основывается на максимизации коэффициента корреляции, который определяется интенсивностью массива рассматриваемых пикселов на 2 и более соответствующих изображениях и извлечением функции проекции деформаций на эти связанные изображения (Figure 1). Однако, существуют другие методы не связанные напрямую с анализом коэффициента корреляции, методы фазовой корреляции. Для нахождения максимума коэффициента корреляции могут быть использованы итеративные методы с использованием нелинейных оптимизационных техник. Как правило, нелинейные оптимизационные техники более просты, но достаточно времязатратны, и эта проблема иногда может быть решена с помощью использования более быстрых и более устойчивых линейных оптимизаций в фазовом пространстве.
Коэффициент взаимной корреляции {\displaystyle r_{ij}} может определяется следующим образом:
{\displaystyle r_{ij}(u,v,{\frac {\partial u}{\partial x}},{\frac {\partial u}{\partial y}},{\frac {\partial v}{\partial x}},{\frac {\partial v}{\partial y}})=1-{\frac {\sum _{i}\sum _{j}[F(x_{i},y_{j})-{\bar {F}}][G(x_{i}^{\star },y_{j}^{\star })-{\bar {G}}]}{\sqrt {\sum _{i}\sum _{j}{[F(x_{i},y_{j})-{\bar {F}}]^{2}}\sum _{i}\sum _{j}{[G(x_{i}^{\star },y_{j}^{\star })-{\bar {G}}]^{2}}}}}}
где F(xi, yj) — интенсивность пиксела в точке (xi, yj) по серой шкале на недеформированном изображении, G(xi*, yj*) -интенсивность пиксела в точке (xi*, yj*) по серой шкале на деформированном изображении, {\displaystyle {\bar {F}}} и {\displaystyle {\bar {G}}} — средние значения матриц интенсивности F и G, соответственно. Координаты или точки сетки (xi, yj) и (xi*, yj*) связаны деформацией, которая произошла между двумя изображениями. Если движение перпендикулярно оптической оси камеры, то соотношение между (xi, yj) и (xi*, yj*) может быть аппроксимировано при помощи двумерных афинных преобразований:
{\displaystyle x^{\star }=x+u+{\frac {\partial u}{\partial x}}\Delta x+{\frac {\partial u}{\partial y}}\Delta y}
{\displaystyle y^{\star }=y+v+{\frac {\partial v}{\partial x}}\Delta x+{\frac {\partial v}{\partial y}}\Delta y}
где u и v — поступательное движение центра прообраза по осям X и Y, соответственно. Расстояние от центра прообраза до точки (x, y) обозначено {\displaystyle \Delta x} и {\displaystyle \Delta y}. Таким образом, коэффициент корреляции rij есть функция от компонент перемещений (u, v) и градиента перемещений
{\displaystyle {\frac {\partial u}{\partial x}},{\frac {\partial u}{\partial y}},{\frac {\partial v}{\partial x}},{\frac {\partial v}{\partial y}}}.
Метод DIC показал себя как очень эффективное средство для исследования макроскопических механических деформаций поверхности, где применяется отражающие свет маркеры (например, краска, порошок тонера) или обработка поверхности, обеспечивающая необходимый контраст для хорошей корреляции изображений. Однако, методы для нанесения контраста на поверхность не позволяют использовать DIC для автономных тонких плёнок по некоторым причинам.